# Steigra
Steigra est une commune allemande de l'arrondissement de Saale, Land de Saxe-Anhalt.

## Géographie
|                   | Barnstädt Nemsdorf-Göhrendorf |         |
| Nebra-sur-Unstrut | Steigra                       | Mücheln |
| Karsdorf          |                               | Gleina  |

Steigra se trouve sur la Bundesstraße 180 et la LGV Erfurt - Leipzig.

## Histoire
Steigra est mentionné pour la première fois entre 881 et 899 dans un répertoire de la dîme de l'abbaye d'Hersfeld sous le nom de Stegera.
Steigra et Albersroda fusionnent en janvier 2010 pour former une nouvelle commune.

## Source, notes et références
- (de) Cet article est partiellement ou en totalité issu de l’article de Wikipédia en allemand intitulé « Steigra » (voir la liste des auteurs).